# 圆锥荛花
圆锥荛花（学名：Laplacea micrantha var. paniculata）是山茶科南美大头茶属小黄构的变种。分布于中国大陆的广东、广西、云南、贵州等地，常生长在岩石山顶以及灌丛中，目前尚未由人工引种栽培。

## 别名
耗子皮（湖南保靖）、小雀儿麻（广西桂林）